# Sport Lisboa e Benfica (féminines)
Pour les articles homonymes, voir Benfica (homonymie).
Cet article concerne la section football féminin du club. Pour les autres sections, voir Benfica Lisbonne (omnisports).
Maillots
Dernière mise à jour : 28 juillet 2025.
Le Sport Lisboa e Benfica, aussi appelé Benfica de Lisbonne ou simplement Benfica, est un club de football portugais basé dans le quartier de Benfica dans la ville de Lisbonne, capitale du Portugal.
Il s'agit de la section de football féminin du club omnisports de même nom. Le club est présidé par Rui Costa.
Surnommée Aguias (les Aigles) ou encore Encarnadas (les Rouges), l'équipe féminine joue ses matchs à domicile à l'Estádio da Tapadinha et évolue en 1re division portugaise, dont elle est championne à l'issue de la saison 2022-2023.

## Histoire

### Création d'une section féminine du SL Benfica (2017)
Fondée le 12 décembre 2017, la section féminine du SL Benfica joue son premier match en amical contre l'AD Lousada et s'impose très largement (18-0).
En août 2018, les Aguias remportent le tournoi féminin de Guadalajara.

### Saison 2018-2019: Championnes de deuxième division portugaise, victoire en Coupe et Supercoupe
L'équipe féminine commence à jouer en championnat lors de la saison 2018-2019 en deuxième division féminine, contrairement à ses rivales qui dès leur création ont pu débuter en première division.
Le 30 janvier 2019, Benfica concède son premier but en compétition nationale, lors d'une victoire (5-1) en coupe contre le CS Marítimo.
Le SL Benfica connait sa première défaite en compétition le 24 mars 2019 devant son public lors du match aller de la demi-finale de la Coupe du Portugal, souffrant une défaite (2-1) contre le Sporting Clube de Braga. Cependant, cette défaite ne l'empêche pas de se qualifier pour la finale lors du match retour, finale remportée et devenant ainsi le premier club féminin de deuxième division à remporter la Coupe.
Le 30 mars 2019, les équipes féminines du SL Benfica et du Sporting CP se rencontrent pour leur premier derby au Estádio do Restelo dans le cadre d'une rencontre au bénéfice des victimes du cyclone Idai au Mozambique. Le Sporting s'impose (1-0) après un penalty de Joana Marchão. Le match se déroule devant un nouveau record d'affluence pour le football féminin portugais de 15 204 spectateurs.
Le 18 mai 2019, à l'Estádio Nacional se déroule la finale, face au Valadares Gaia FC où les lisboètes l'emportent 4 à 0.
Le 23 juin 2019, les féminines du SL Benfica terminent leur première saison avec des statistiques record : championnes du Portugal de deuxième division, elles remportent tous leurs matches et inscrivent 257 buts en 14 matches, et instaurant un nouveau record national de buts marqués en une rencontre face au CP Pego, en inscrivant 32 buts.

### Saison 2019-2020: Victoire en Coupe, championnat interrompu
Le 8 septembre 2019, le Benfica Lisbonne remporte la Supercoupe du Portugal grâce à la victoire 1-0 face au Sporting Clube de Braga.
Les Encanardas remportent également la Coupe de la Ligue.

### Depuis 2021: Triples championnes consécutives
Depuis la saison 2020-2021, les féminines du SL Benfica sont championnes nationales.

### Dates clés
- 2017 : Création de la section féminine de football.
- 2018 : Premier match officiel.
- 2019 : Vainqueur du Championnat du Portugal féminin de football de deuxième division, de la Coupe du Portugal et de la Supercoupe.
- 2020 : Vainqueur de la Coupe de la Ligue.
- 2021 : Vainqueur du Championnat du Portugal féminin de football et de la Coupe de la Ligue.
- 2022 : Deuxième titre consécutif de Champion du Portugal féminin de football.
- 2023 : Troisième titre consécutif de Champion du Portugal féminin de football.

## Résultats sportifs

### Palmarès
| Compétitions nationales | Compétitions régionales                           |
| - Championnat du Portugal (5) - Champion : 2021, 2022, 2023, 2024 et 2025. - Coupe du Portugal (2) - Vainqueur : 2019, 2024. - Finaliste : 2020. - Supercoupe du Portugal (3) - Vainqueur : 2019, 2022 et 2023 - Finaliste : 2021 - Coupe de la Ligue portugaise (5) - Vainqueur : 2020, 2021, 2023, 2024 et 2025. - Finaliste : 2022. - Championnat du Portugal de 2ème division (1) - Champion : 2019. | - Championnat de l'AF Lisbonne (?) - Champion : ? |
| Compétitions internationales | - Championnat de l'AF Lisbonne (?) - Champion : ? |
| - Ligue des champions (0) - Meilleure performance : Seizième de finale (2020-21) | - Championnat de l'AF Lisbonne (?) - Champion : ? |
| Équipe réserve | Équipes de jeunes                                 |
| |                                                   |

### Bilan saison par saison
Le tableau suivant retrace le parcours de la section féminine depuis sa création en 2017.
| Édition   | Division 1          | Division 2          | Divisions régionales | Coupe du Portugal   | Supercoupe du Portugal | Coupe de la Ligue | Coupes Européennes                     |
| 2018-2019 | -                   | Vainqueur           | -                    | Vainqueur           | Vainqueur              | -                 |                                        |
| 2019-2020 | Compétition annulée | Compétition annulée | Compétition annulée  | Finaliste           | Compétition annulée    | Vainqueur         | -                                      |
| 2020-2021 | Vainqueur           | -                   | -                    | Compétition annulée | Finaliste              | Vainqueur         | Seizième de finale Ligue des champions |
| 2021-2022 | Vainqueur           | -                   | -                    | 1/8e de finale      | Finaliste              | Finaliste         | Phase de poule                         |
| 2022-2023 | Vainqueur           | -                   | -                    | 1/2 finale          | Vainqueur              | Vainqueur         | Phase de poule                         |
| 2023-2024 | Vainqueur           | -                   | -                    | Vainqueur'          | Vainqueur              | -                 | En cours                               |
| 2024-2025 | -                   | -                   | -                    | -                   | Finaliste              | -                 | -                                      |

## Statistiques

### Parcours européen

#### 2020-2021
Ligue des championnes :
|   | Tour                           | Date             | Club           | Résultat | Club       |
| - | ------------------------------ | ---------------- | -------------- | -------- | ---------- |
| 1 | Premier tour de qualification  | 4 novembre 2020  | PAOK Salonique | 1 - 3    | SL Benfica |
| 2 | Deuxième tour de qualification | 18 novembre 2020 | RSC Anderlecht | 1 - 2    | SL Benfica |
| 3 | Seizièmes de finale            | 9 décembre 2020  | SL Benfica     | 0 - 5    | Chelsea FC |
| 4 | Seizièmes de finale            | 16 décembre 2020 | Chelsea FC     | 3 - 0    | SL Benfica |

#### 2021-2022
Ligue des championnes :
|    | Tour                           | Date             | Club               | Résultat | Club               |
| -- | ------------------------------ | ---------------- | ------------------ | -------- | ------------------ |
| 1  | Premier tour de qualification  | 18 août 2021     | SL Benfica         | 4 - 0    | MS Kiryat Gat      |
| 2  | Premier tour de qualification  | 21 août 2021     | SL Benfica         | 7 - 0    | Racing FC          |
| 3  | Deuxième tour de qualification | 21 août 2021     | FC Twente          | 1 - 1    | SL Benfica         |
| 4  | Deuxième tour de qualification | 9 septembre 2021 | SL Benfica         | 4 - 0    | FC Twente          |
| 5  | Phase de groupes               | 5 octobre 2021   | SL Benfica         | 0 - 0    | Bayern Munich      |
| 6  | Phase de groupes               | 14 octobre 2021  | Olympique lyonnais | 5 - 0    | SL Benfica         |
| 7  | Phase de groupes               | 10 novembre 2021 | SL Benfica         | 0 - 1    | BK Häcken          |
| 8  | Phase de groupes               | 17 novembre 2021 | BK Häcken          | 1 - 2    | SL Benfica         |
| 9  | Phase de groupes               | 9 décembre 2021  | SL Benfica         | 0 - 5    | Olympique lyonnais |
| 10 | Phase de groupes               | 15 décembre 2021 | Bayern Munich      | 4 - 0    | SL Benfica         |

#### 2022-2023
Ligue des championnes :
|    | Tour                           | Date              | Club          | Résultat | Club                |
| -- | ------------------------------ | ----------------- | ------------- | -------- | ------------------- |
| 1  | Premier tour de qualification  | 18 août 2022      | SL Benfica    | 9 - 0    | KFF EP-Com Hajvalia |
| 2  | Premier tour de qualification  | 21 août 2022      | FC Twente     | 1 - 2    | SL Benfica          |
| 3  | Deuxième tour de qualification | 20 septembre 2022 | Rangers WFC   | 2 - 3    | SL Benfica          |
| 4  | Deuxième tour de qualification | 28 septembre 2022 | SL Benfica    | 2 - 1    | Rangers WFC         |
| 5  | Phase de groupes               | 19 octobre 2022   | FC Barcelone  | 9 - 0    | SL Benfica          |
| 6  | Phase de groupes               | 27 octobre 2022   | SL Benfica    | 2 - 3    | Bayern Munich       |
| 7  | Phase de groupes               | 24 novembre 2022  | SL Benfica    | 1 - 0    | FC Rosengård        |
| 8  | Phase de groupes               | 7 décembre 2022   | FC Rosengård  | 1 - 3    | SL Benfica          |
| 9  | Phase de groupes               | 15 décembre 2022  | SL Benfica    | 2 - 6    | FC Barcelone        |
| 10 | Phase de groupes               | 21 décembre 2022  | Bayern Munich | 2 - 0    | SL Benfica          |

#### 2023-2024
Ligue des championnes :

#### Bilan
Mise à jour le 13/11/2023
- 24 matchs en Coupes d'Europe.

| Coupe                           | Matchs Joués | Victoires | Nuls | Défaites | Buts marqués | Buts encaissés |
| Ligue des championnes 2020-2021 | 4            | 2         | 0    | 2        | 5            | 10             |
| Ligue des championnes 2021-2022 | 10           | 4         | 2    | 4        | 18           | 17             |
| Ligue des championnes 2022-2023 | 10           | 6         | 0    | 4        | 24           | 25             |
| TOTAL                           | 24           | 12        | 2    | 10       | 47           | 52             |

#### Buteuses
Mise à jour le 13/11/2023, au terme de la saison 2022-23
| Noms               | Buts marqués | Matches joués | Moy. B/M |
| Cloé Lacasse       | 12           | 24            | 0,50     |
| Ana Vitória        | 7            | 23            | 0,30     |
| Nycole Raysla      | 6            | 17            | 0,35     |
| Francisca Nazareth | 4            | 21            | 0,19     |
| Jéssica Silva      | 3            | 10            | 0,30     |
| Marta Cintra       | 3            | 14            | 0,21     |
| Valéria Cantuário  | 3            | 19            | 0,16     |
| Catarina Amado     | 3            | 19            | 0,16     |
| Beatriz Cameirão   | 2            | 12            | 0,17     |
| Andreia Norton     | 1            | 9             | 0,11     |
| Sílvia Rebelo      | 1            | 10            | 0,10     |
| Lúcia Alves        | 1            | 18            | 0,06     |
| Csc                | 1            | 24            | 0,04     |
| TOTAL              | 47           | 24            | 1,96     |

#### Adversaires européens
Mise à jour le 31/08/2023
| - Bayern Munich - Chelsea - RSC Anderlecht - Rangers WFC - FC Barcelone - Olympique lyonnais - PAOK Salonique - MS Kiryat Gat - KFF EP-Com Hajvalia - Racing FC - FC Twente - BK Häcken - FC Rosengård |

### Bilan général
Depuis la saison 2018-2019 et à l'issue de la saison 2022-2023
| Competition                            | T  | S | Pld | G   | N  | P  | Vict. % | BP  | BC  | DB   |
| -------------------------------------- | -- | - | --- | --- | -- | -- | ------- | --- | --- | ---- |
| National                               |    |   |     |     |    |    |         |     |     |      |
| Liga 1                                 | 3  | 4 | 66  | 61  | 1  | 4  | 92,42   | 248 | 37  | +211 |
| Segunda divisão                        | 1  | 1 | 28  | 27  | 1  | 0  | 96,43   | 365 | 1   | +364 |
| Taça de Portugal                       | 1  | 4 | 21  | 16  | 1  | 4  | 76,19   | 152 | 22  | +130 |
| Supertaça de Portugal                  | 3  | 4 | 6   | 3   | 2  | 1  | 50,00   | 12  | 7   | +5   |
| Taça da Liga                           | 3  | 4 | 17  | 14  | 3  | 0  | 82,35   | 47  | 10  | +37  |
| Total national                         | 11 | 5 | 138 | 121 | 8  | 9  | 87,68   | 824 | 77  | +747 |
| International                          |    |   |     |     |    |    |         |     |     |      |
| Ligue des champions féminine de l'UEFA | 0  | 3 | 24  | 12  | 2  | 10 | 50,00   | 47  | 52  | -5   |
| Total international                    | 0  | 3 | 24  | 12  | 2  | 10 | 50,00   | 47  | 52  | -5   |
| TOTAL                                  |    |   |     |     |    |    |         |     |     |      |
| Total                                  | 11 | 5 | 162 | 133 | 10 | 19 | 82,10   | 871 | 129 | +742 |

## Personnalités du club

### Présidents
- Rui Costa (2021-)
- Luís Filipe Vieira (2003 à 2021)

### Entraîneurs
| Entraîneur    | Période   | Titres | Matchs dirigés | Victoires | Nuls | Défaites | % victoires |
| ------------- | --------- | ------ | -------------- | --------- | ---- | -------- | ----------- |
| João Marques  | 2018-2019 |        | 36             | 34        | 1    | 1        | 94,44 %     |
| Luís Andrade  | 2019-2020 |        | 35             | 30        | 1    | 4        | 85,71 %     |
| Filipa Patão  | 2021-2025 |        | 109            | 89        | 6    | 14       | 81,65 %     |
| Ivan Baptista | 2025-     |        |                |           |      |          |             |

### Meilleures buteuses par saison
Ce tableau présente les meilleures buteuses du Benfica Lisbonne à l'issue de chaque saison (toutes compétitions confondues). La brésilienne, Darlene de Souza, est la seule joueuse à avoir franchi la barre symbolique des cents buts sur une saison (toutes compétitions confondues) en 2018-2019.
| Saison    | Joueuse              | Buts |
| --------- | -------------------- | ---- |
| 2018-2019 | Darlene Reguera      | 109  |
| 2019-2020 | Cloé Lacasse         | 25   |
| 2020-2021 | Cloé Lacasse         | 22   |
| 2021-2022 | Cloé Lacasse         | 20   |
| 2022-2023 | Cloé Lacasse         | 35   |
| 2023-2024 | Marie-Yasmine Alidou | 26   |

## Rivalités
Le Benfica dispute le derby de Lisbonne face au Sporting Clube de Portugal.